# Busksälgfly
Busksälgfly (Orthosia cerasi) är en fjärilsart som beskrevs av Johan Christian Fabricius 1775. Arten ingår i släktet Orthosia och familjen nattflyn. Inga underarter finns listade i Catalogue of Life.
Busksälgly förekommer över stora delar av de tempererade delarna av Europa och Asien i skogiga habitat av olika slag. Arten är reproducerande i Sverige.
Larverna lever på lövträd som arter i släktena Fagus, Quercus, Tilia och Salix. Nattflyet flyger i mars, april och vissa år, på högre höjder även under början av maj. Larverna uppträder under tidig sommar, från slutet av april till mitten av jui.

## Bildgalleri

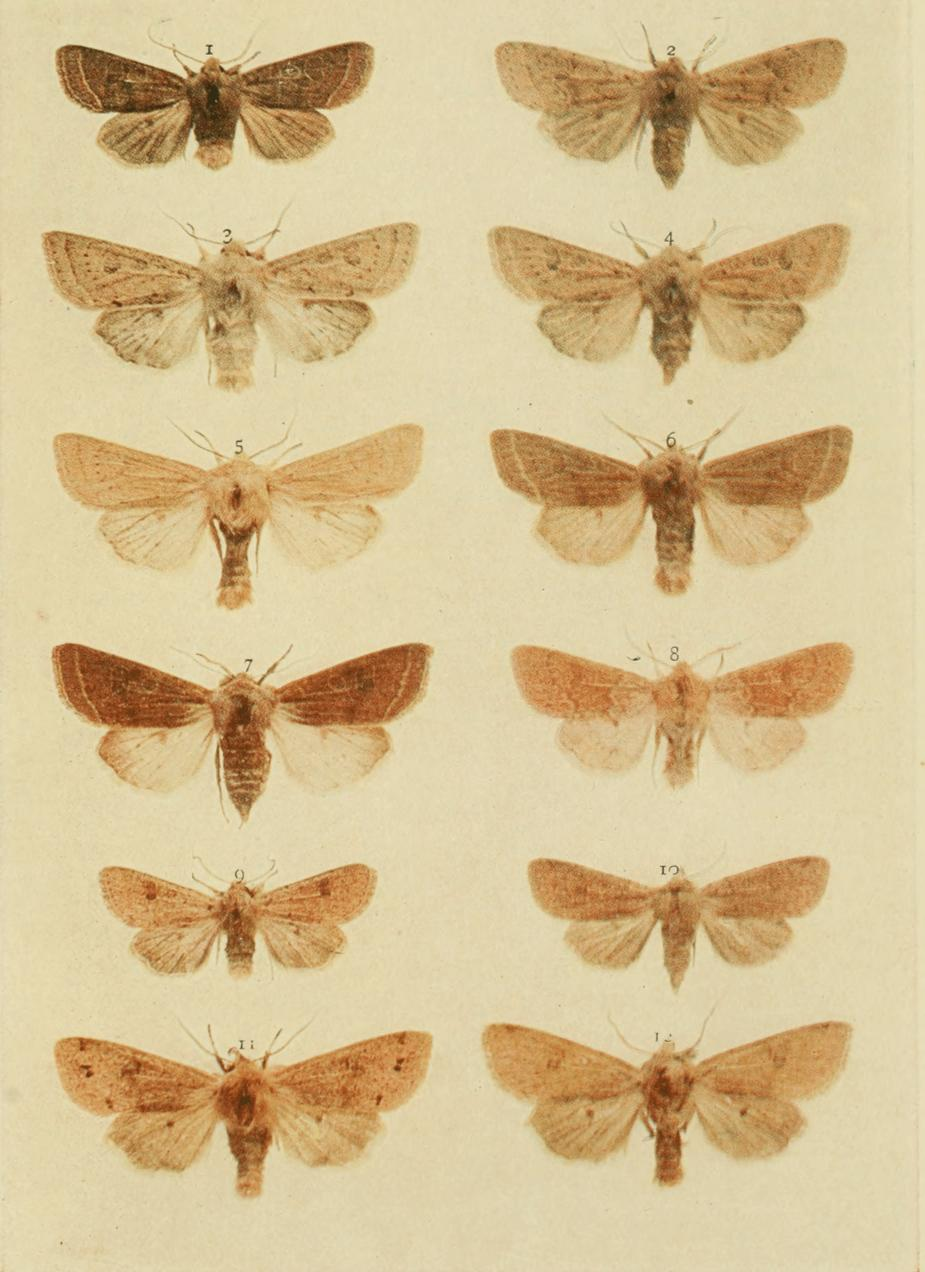
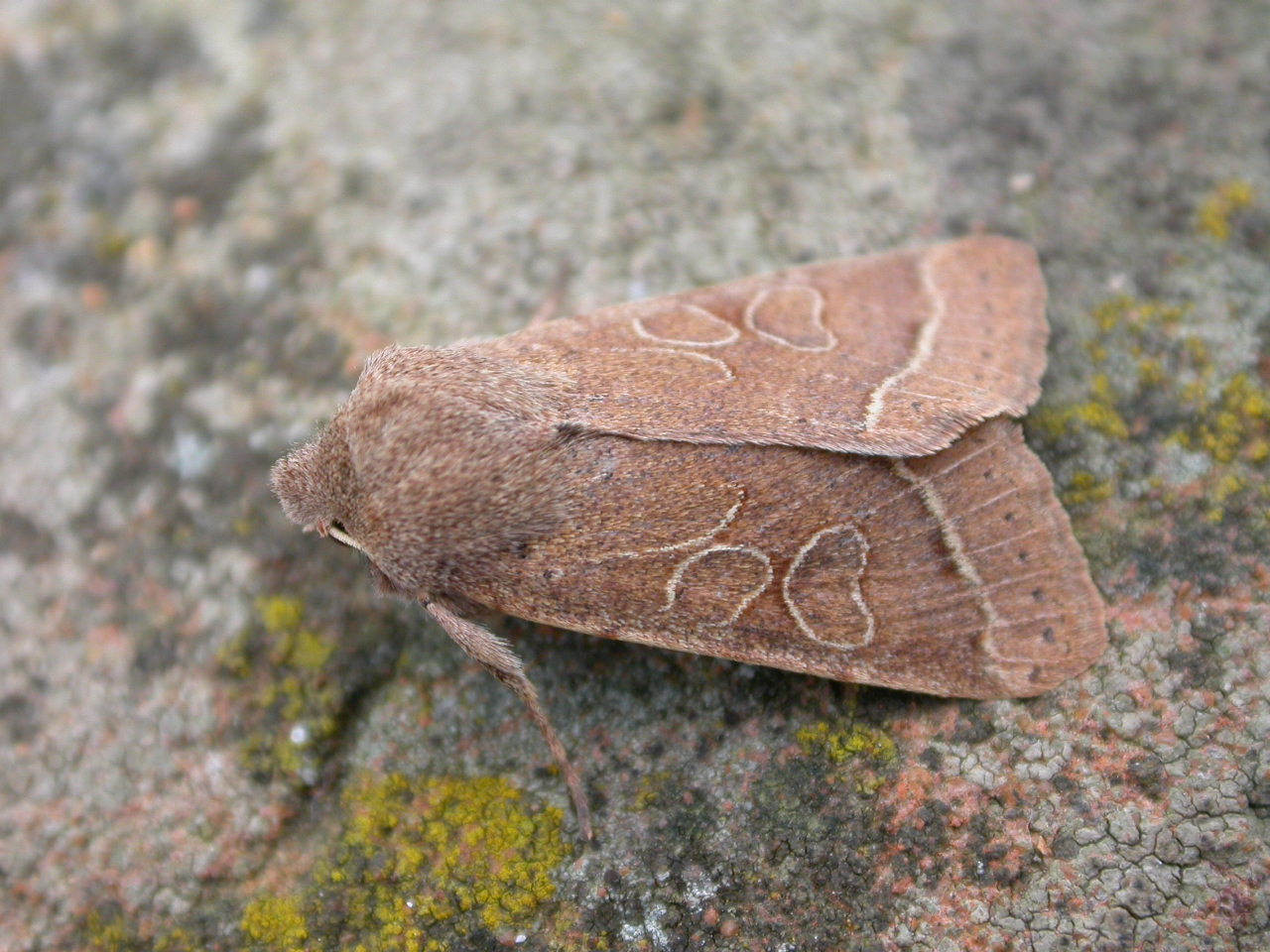
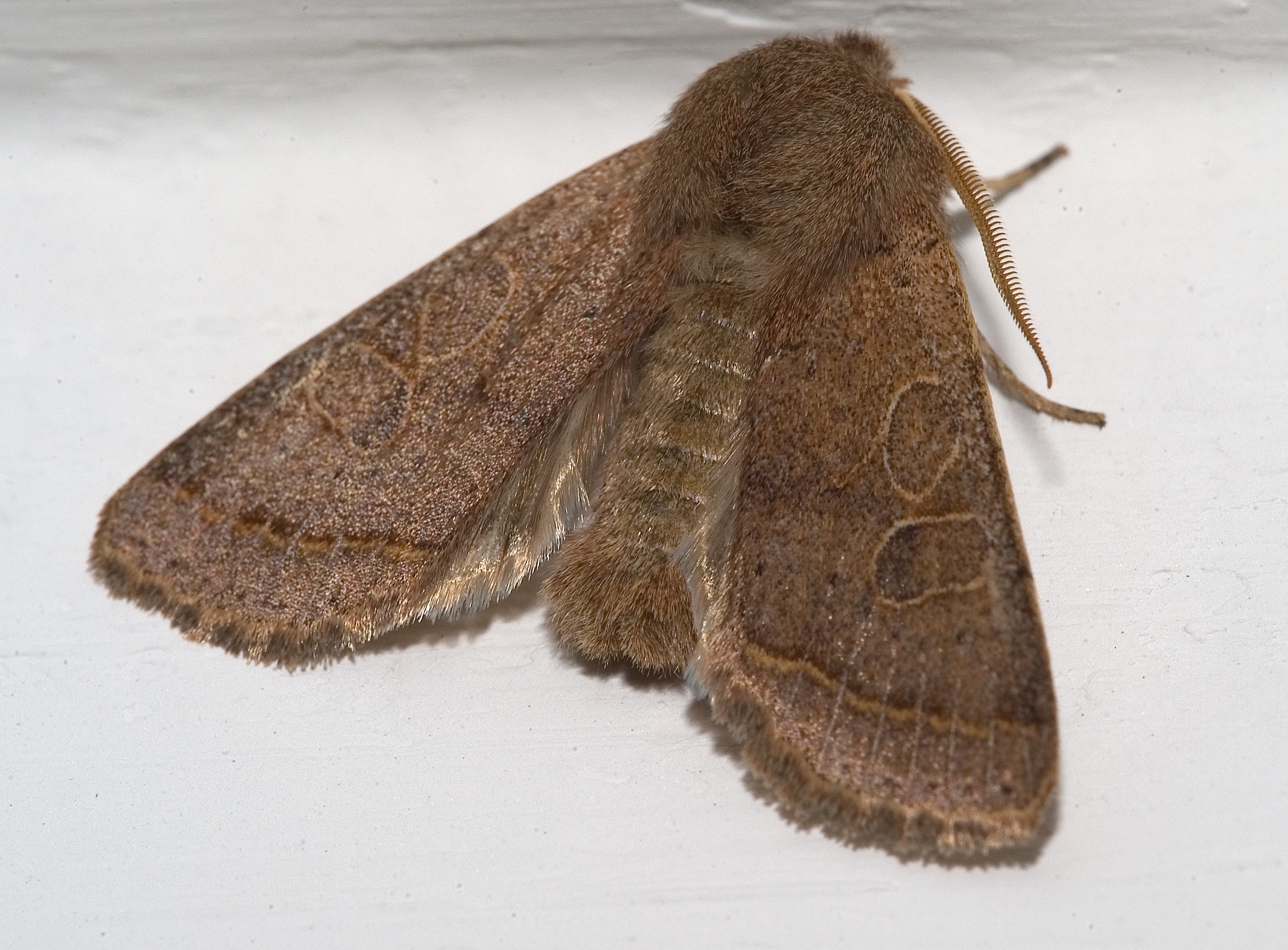
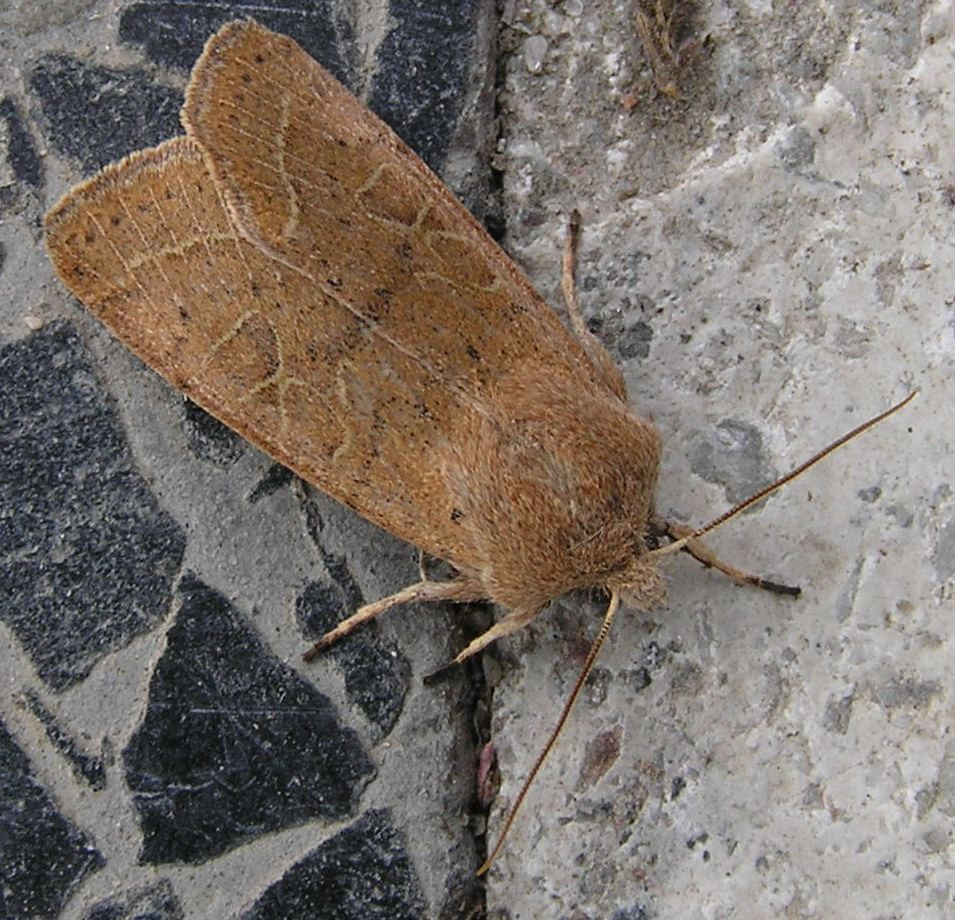
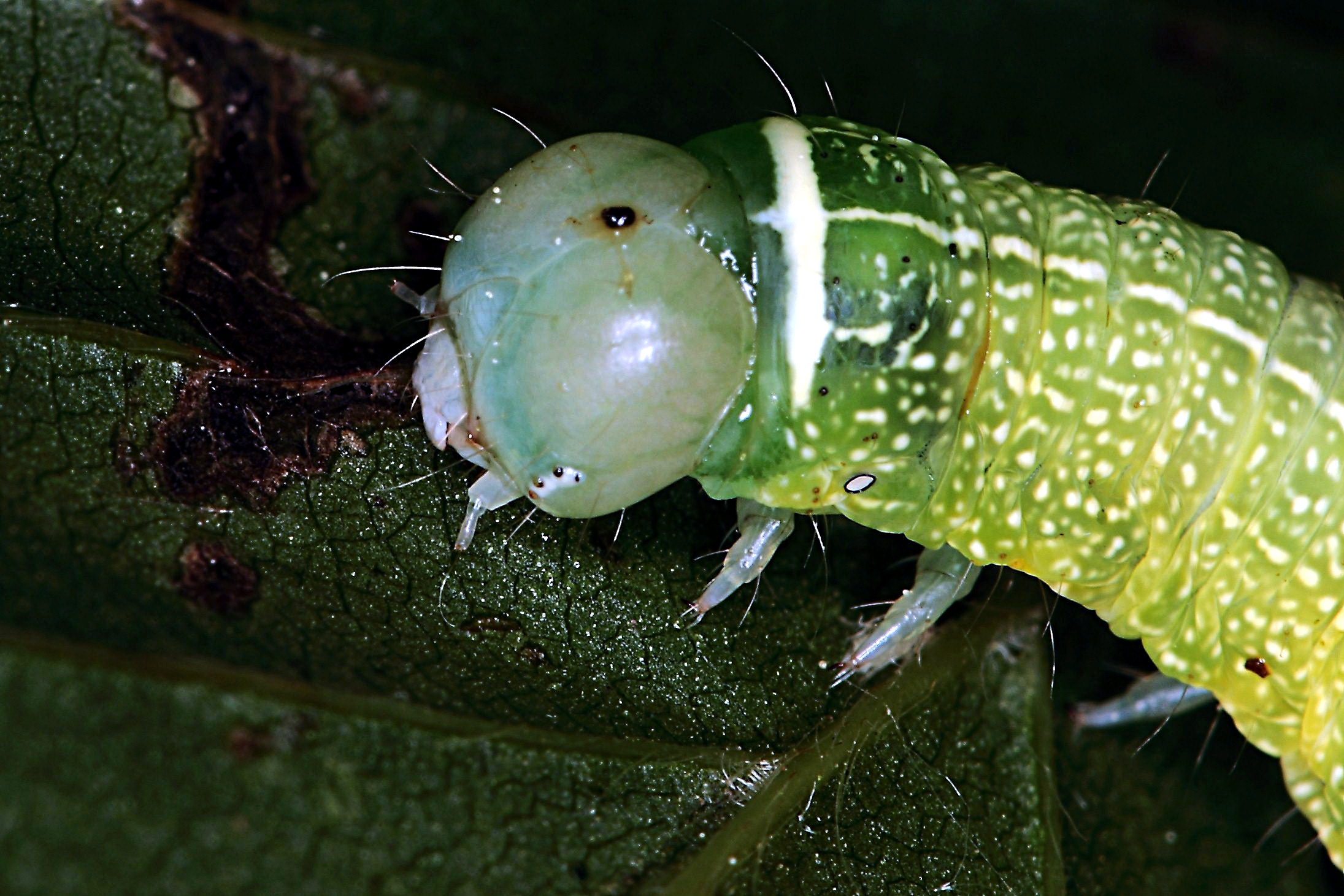
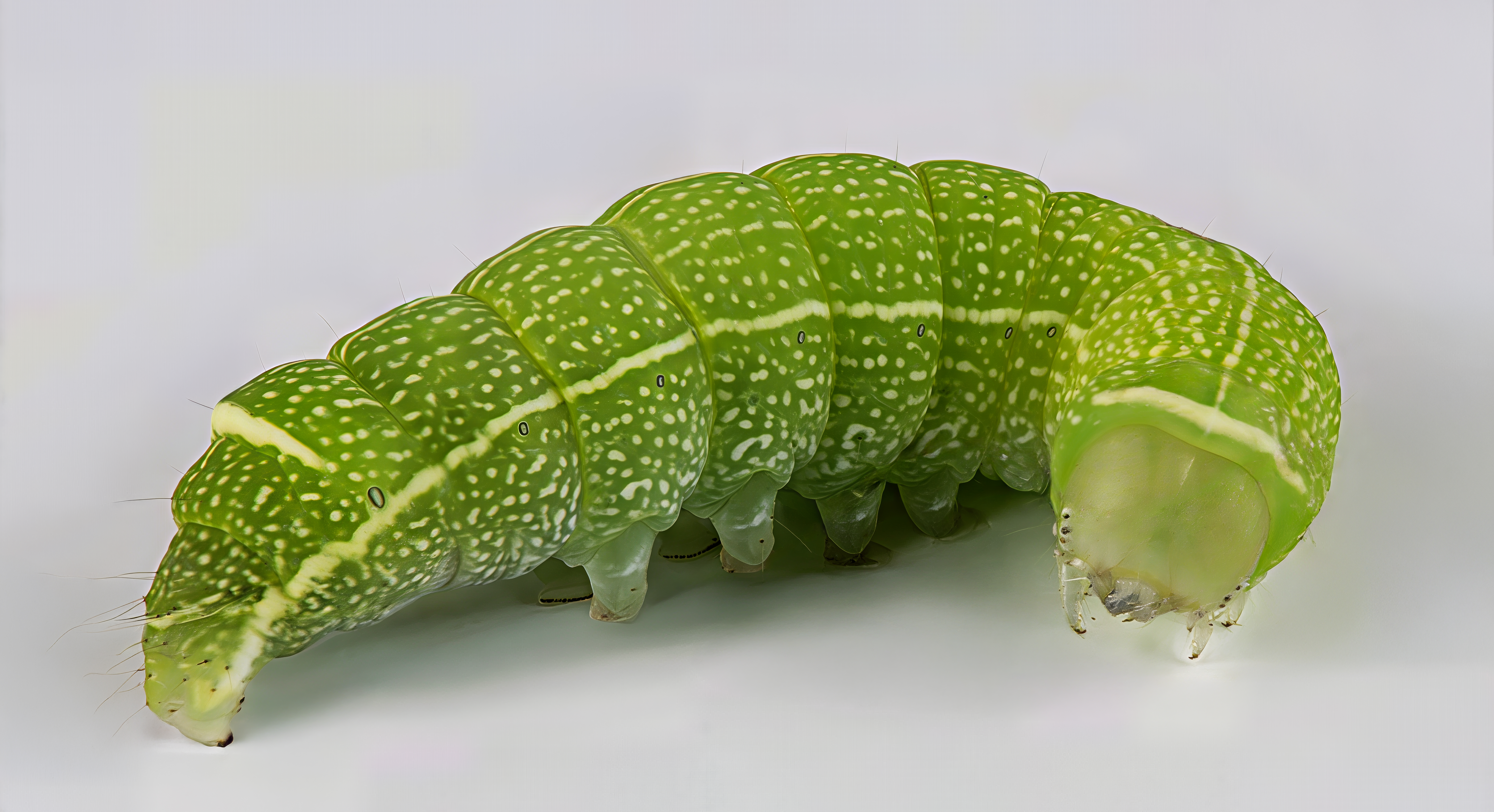